# Carlos Aguilera (Fußballspieler, 1969)
Juan Carlos Aguilera Martín (* 22. Mai 1969 in Madrid) ist ein ehemaliger spanischer Fußballspieler.

## Karriere

### Verein
Carlos Aguilera begann seine professionelle Laufbahn 1987 in der B-Mannschaft von Atlético Madrid. Ein Jahr später rückte er in die erste Mannschaft auf und bestritt seine erste Saison in der Primera División. Mit Atlético gewann er 1991 und 1992 die Copa del Rey. Aguilera wurde jedoch in keinem der beiden Endspiele eingesetzt.
1993 wechselte er zu CD Teneriffa. In der Spielzeit 1995/96 qualifizierte er sich mit den Insulanern für den UEFA-Pokal 1996/97. Er kehrte nach Saisonende jedoch zu seinem Stammverein Atlético zurück.
Im Jahr 2000 stieg Aguilera mit Atlético in die Segunda División ab. Zwei Jahre später schaffte mit seinem Club die Rückkehr in die Primera División. 2005 beendete er seine aktive Laufbahn.

### Nationalmannschaft
Aguilera debütierte am 24. September 1997 beim 2:1-Sieg Spaniens im Qualifikationsspiel zur Fußball-Weltmeisterschaft 1998 gegen die Slowakei in Bratislava für die spanische Nationalmannschaft. In den insgesamt sieben Länderspielen, die er 1997 und 1998 bestritt, blieb Aguilera ohne Torerfolg.
Nach erfolgreicher Qualifikation wurde er in den spanischen Kader für die Weltmeisterschaft in Frankreich berufen, bei der er in den Vorrundenspielen gegen Paraguay (0:0) und Bulgarien (6:1) zum Einsatz kam.